# Sub specie aeternitatis
Sub specie aeternitatis  — крылатое латинское выражение, которое означает «с точки зрения вечности». Согласно Бенедикту Спинозе, данное выражение описывает универсальную и вечную истину, вне зависимости от текущей действительности.
Бертран Рассел, рассматривая философию Спинозы, писал:

…все, что случается, — это часть вечного вневременного мира, такого, каким видит его Бог; для него время не существенно. И мудрый человек, насколько ему позволяет человеческая ограниченность, пытается видеть мир таким, как его видит Бог, sub specie aeternitatis (с точки зрения вечности). Но вы можете возразить, что мы, наверно, правы, будучи более озабоченными будущими несчастьями, которые, возможно, могут быть предотвращены, чем прошлыми бедствиями, в отношении которых мы уже ничего не можем сделать. И на этот аргумент детерминизм Спинозы дает ответ. Только невежество заставляет нас думать, что мы можем изменить будущее; что будет — то будет, и будущее установлено так же незыблемо, как и прошлое. Вот почему надежда и страх осуждаются: оба зависят от взгляда на будущее как на неустановленное — и поэтому возникают из недостатка мудрости. 